# Martin Rutilius
Martin Rutilius (latinisiert aus Rudel; * 21. Januar 1550 in Bad Düben; † 18. Januar 1618 in Weimar) war ein deutscher evangelischer Pfarrer und Kirchenlieddichter.
Rutilius war ein Sohn des Pfarrers Gregorius Rutilius (Rüdel, Rudell * 1526 in Erfurt; † in Düben) des Älteren, der bayerischer Herkunft war, und der Anastasia Rörer (Tochter von Martin Luthers bayerischem Gehilfen Georg Rörer). Nach dem Besuch der Torgauer Lateinschule schrieb er sich am 13. Juli 1568 in die Matrikel der Universität Wittenberg ein. Im Wintersemester 1572 wurde er gratis in die Matrikel der Universität Jena eingeschrieben und avancierte dort am 20. Juli 1574 zum Magister der philosophischen Wissenschaften. 1575 trat er seine erste Pfarrstelle in Teutleben an. 1586 wurde er Diakon, später Archidiakon in Weimar, wo er später den jungen Diakon Nicodemus Lappius, der ebenfalls als Kirchendichter tätig war, förderte.
Rutilius verfasste Texte zu Kantaten und andere Vocalwerke. Von seinen vielen Dichtungen wird allein das vermutlich 1604 entstandene und 1613 erstmals gedruckte Lied Ach Gott und Herr, wie groß und schwer sind meine vielen Sünden (EG 233) bis heute gesungen.